# ClubFM
ClubFM is een Belgisch Nederlandstalig commercieel radiostation met uitzendgebied in Vlaanderen en Brussel.
Vanaf 2018 enkel nog te beluisteren in Oost-Vlaanderen op 106.4 en 106.6 als regionale radio.

## Geschiedenis
ClubFM ging van start in maart 2008 met frequenties in Oost-Vlaanderen en West-Vlaanderen uit het voormalige CoolFM-netwerk dat sinds 2004 bestond. Op 2 december 2009 breidde het netwerk uit door de overname alle Vlaamse frequenties van Radio Contact. In 2012 is het netwerk met bijna 60 frequenties het private radionetwerk met de meeste etherdekking in Vlaanderen en Brussel. Met gemiddeld 11.000 dagelijkse luisteraars bereikt het een marktaandeel van 0,07% in 2017-03.
In maart 2010 startte een tweede netwerk van de ClubFM-groep; FamilyRadio. Deze keten was eerder al te beluisteren in Vlaanderen als tweede radioproduct van de Contact-groep.
In maart 2013 nam ClubFM een nieuwe frequentie voor de stad Antwerpen in gebruik; 107.4 fm. Daarmee is de laatste grote blinde vlek in het netwerk ingevuld.
Van 26 april tot en met 4 mei 2014 viel presentator Lennart Creël het wereldrecord radiomaken aan door 190 uur non-stop te presenteren. Hij verbrak daarmee het record van Jeffrin Erkelens van Radio Centraal Bergambacht. De recordpoging heeft minstens 12 000 euro opgeleverd voor Make-A-Wish. Dit record werd later verbroken door de Nederlandse radiopresentator Giel Beelen.
Op 20 mei 2015 startte ClubFM als eerste, samen met TOPradio, VBRO en Radio Maria met uitzendingen in DAB+. Daarmee volgt het andere landen in Europa met digitale radio-uitzendingen.
In 2018 kondigde de zender een hervorming aan. Het DAB+-gedeelte van de zender werd omgedoopt in ROXX en focust op rockmuziek. Jeroen Gorus, die van TOPradio komt, is er de bezieler van. ClubFM gaat sindsdien verder op FM 106.4 MHz (Gent en omgeving) en 106.6 MHz (de lijn Lochristi, Lokeren, Zele) met nummers uit 60 jaar muziekgeschiedenis en regionale informatie.
Op 1 februari 2022 begon ClubFM in de provincie Oost-Vlaanderen uit te zenden op DAB+ via kanaal 10C.

## Presentatoren
- Guy de Bakker, elke werkdag van 7 tot 11 uur
- Jeroen Gorus, elke werkdag van 12 tot 16 uur (niet op woensdag tussen 14 en 16 uur)
- Jan van Bever, elke werkdag van 16 tot 18 uur
- Jasper Cool, woensdag tussen 14 en 15 uur.
- Ron van Dijk, zaterdag en zondag van 9 tot 12 uur.
- Guy Westelinck, zaterdag en zondag van 12 tot 14 uur.
- Bert Van De Vijver, zaterdag en zondag tussen 14.00 en 16.00
- Joeri Toté, zaterdag en zondag van 16 tot 18 uur.
- Frederik Van de Walle, zondag tussen 18 en 19 uur.

## Frequenties tot eind 2017
Het merendeel van de frequenties van ClubFM is afkomstig van het vroegere Radio Contact-netwerk in Vlaanderen.

### Digitale kanalen
Dit zijn de digitale kanalen waarop ClubFM te horen is
- DAB+ kanaal 10C in de provincie Oost-Vlaanderen
- Via de RadioPlayer-app
- www.radioclubfm.be

### FM
Vanaf 1 januari 2018: enkel nog in Oost-Vlaanderen op 106.4 en 106.6
Dit waren de frequenties waarop ClubFM tot en met 31 december 2017 te horen was:
- Aalter: 107.4 FM
- Balen/Mol: 107.6 FM
- Berlare: 107.4 FM
- Bilzen: 106.2 FM
- Brakel: 105.6 FM
- Brugge: 107.3 FM
- Brussel: 102.8 FM
- Deinze: 107.1 FM
- Diest: 103.9 FM
- Diksmuide: 88.9 FM
- Duffel: 107.5 FM
- Eeklo: 106.3 FM
- Egem: 93.6 FM
- Evergem: 106.9 FM
- Geel: 106.3 FM
- Genk: 104.3 FM
- Gent: 104.5 FM
- Hasselt: 104.1 FM
- Hechtel-Eksel: 107.3 FM
- Herent: 106.7 FM
- Herentals: 105.0 FM
- Ieper: 105.7 FM
- Kapellen: 105.9 FM
- Kinrooi: 107.9 FM
- Kluisbergen: 105.0 FM
- Knokke: 106.2 FM
- Kortrijk: 104.4 FM
- Lier: 106.4 FM
- Linter: 107.0 FM
- Lochristi: 106.6 FM
- Maarkedal: 107.4 FM
- Maaseik: 105.6 FM
- Maasmechelen: 106.7 FM
- Maldegem: 105.9 FM
- Mechelen: 106.2 FM
- Mortsel: 105.1 FM
- Oostende: 103.6 FM
- Oud-Heverlee: 107.1 FM
- Oudenaarde: 106.6 FM
- Roosdaal: 105.5 FM
- Scherpenheuvel: 105.8 FM
- Sint-Lievens-Houtem: 105.4 FM
- Sint-Truiden: 106.3 FM
- Tongeren: 107.3 FM
- Turnhout: 105.5 FM
- Vilvoorde: 105.7 FM
- Waarschoot: 105.6 FM
- Wetteren: 106.1 FM
- Wielsbeke: 107.3 FM
- Zele: 107.0 FM